# Апанаєвська мечеть
Апанаєвська мечеть (Друга соборна, Байська, Печерна, тат. Apanay məçete, Апанай мәчете) — мечеть у Казані, пам'ятник татарської культової архітектури. Розташована в Старо-Татарській слободі.

## Будівництво
Побудована на кошти татарського купця Якуба Султангалєєва в 1768-1771 рр. після того, як лідери мусульманської громади Казані домоглися дозволу імператриці Катерини II на будівництво двох кам'яних мечетей замість зруйнованих за указом імператриці Анни Іванівни і згорілих (друга — сучасна Мечеть аль-Марджані).

## Етимологія
Свою назву отримала по імені купців Апанаєвих, що проживали в махалля і утримували її. З цим пов'язано і інша назва мечеті — «Байська» (тат. Байлар). Назва «Печерна» (тат. Тау тишеге), ймовірно пов'язана з горбистим рельєфом і близькістю стрімчастого берега.

## Архітектурний стиль
У вигляді будівлі помітні елементи російського «московського» бароко і татарського декоративного мистецтва. Архітектор невідомий. Спочатку мечеть була одно зальною, з восьмигранним мінаретом. В 1872 році за проектом архітектора П. І. Романова до мечеті зроблена двоповерхова прибудова з північного боку будівлі, вирішена в єдиному стилі з початковою будівлею. У 1882 році навколо мечеті зведена цегляна огорожа і в ній побудована одноповерхова лавка. У 1887 році лавка була розширена і був надбудований другий поверх.

## Історія
Мечеть була закрита постановою Президії ТатЦВКу від 6 лютого 1930. За радянських часів мінарет, склепіння залів мечеті були зруйновані, а внутрішній простір розділено на три поверхи. Декоративні елементи здебільшого були стесані. У будівлі розміщувався дитячий садок. 6 листопада 1992 року створена мусульманська громада при Апанаєвській мечеті, юридично зареєстрована 27 травня 1993 року. 18 вересня 1995 р. будівлю було передано мусульманській громаді при Апанаєвській мечеті. З 1995 р. у приміщенні розташовувалося медресе «Мухаммадія». У 2007—2011 рр. проведена комплексна реставрація, включаючи відновлення мінарету і внутрішнього поділу на два поверхи. Адреса: вул. Каюма Насирі, 27.